# Natalia Pupato
Natalia Ángela Pupato (Buenos Aires, 3 de agosto de 1983), más conocida como Nati Pupato, es una presentadora de radio y televisión, actriz, cantante y locutora argentina.

## Trayectoria
En 2006, se recibe de Locutora en el ISER (Instituto Superior de Enseñanza Radiofónica).
Su carrera profesional comienza como actriz de doblaje en CIVISA Media grabando para cadenas televisivas como Discovery, Fox (hoy Star) y MTV entre otras. De allí rápidamente comenzó a grabar en otros estudios como Palmera, Media Pro, Polaco y Videorecord entre otros.
En 2009, comenzó su carrera televisiva junto a Damián Muñóz como cronista para el programa La Butaca transmitido por Canal Metro.
En 2009 y 2010, cocondujo el programa Justo a tiempo conducido por Julián Weich transmitido por Telefe y en 2011 realizó la locución en off.
En 2012, condujo junto a Darío Lopilato el programa Uti Kids, transmitido por Utilísima (luego Fox Life y hoy Star Life), un programa dedicado a realizar diversas actividades con niños de entre 6 a 12 años.
En 2013, condujo con Agustina Gallo el programa 3 Minutos - Decoración Express, transmitido también por Utilísima, un programa cuya temática era realizar decoraciones para el hogar, sencillas y en poco tiempo.
En 2014, fue la locutora del programa La Voz Argentina conducido por Marley transmitido por Telefe.
En 2015 y 2016, condujo el programa Click para la cadena de televisión internacional BBC World, un programa de tecnología e innovación emitido en Latinoamérica..
En 2019, en la quinta temporada de Junior Express (transmitido por Disney Junior) le dio voz a Ema.
- Datos: Q26255126